# Xunzi (libro)

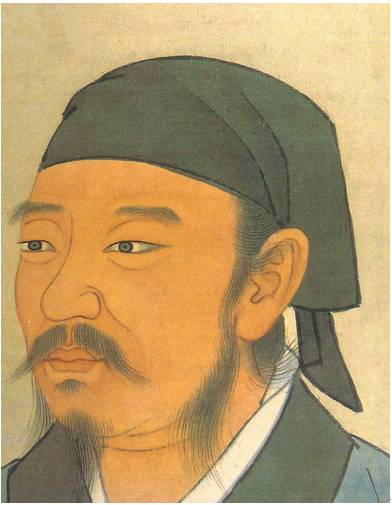
Xun Zi (Xun Kuang)

El Xunzi es una colección de escritos atribuidos a Xun Kuang, conocido como Xun Zi, un filósofo del siglo III antes de Cristo, usualmente asociado con la tradición Confuciana. El Xunzi es quizás más famoso por el énfasis que pone en la educación y el decoro, así como por su sorprendente afirmación de que "la naturaleza humana es detestable." 

## Contenido
El texto es una fuente importante de las primeras teorías del ritual, la cosmología y la gobernanza. Las ideas del Xunzi se cree que han ejercido una fuerte influencia sobre la corriente Legalista de pensadores, tales como Han Fei, y sentó las bases para gran parte de la ideología política de la Dinastía Han. El texto critica una amplia gama de principios de otros importantes pensadores chinos, incluyendo Laozi, Zhuangzi, Mozi, y Mencio.
Algunos de los más importantes capítulos son:
- La "Discusión del cielo (天 tiān)" rechaza la noción de que el cielo tiene una voluntad moral. En cambio, Xun Zi afirma que el cielo opera según principios constantes; por lo tanto, las personas deberían enfocarse en el ámbito humano y social en lugar de intentar determinar el funcionamiento interno del cielo.
- La "Discusión de la propiedad ritual (lĭ)" brinda reglas de conducta individual y social (decoro).
- "Disipando obsesiones" enseña que al centrarse en un solo aspecto de una situación, a menudo se pierde de vista el propósito más amplio.
- "Uso adecuado de los términos" (正名 zhēngmíng): un nombre se convierte en apropiado para una situación a través del uso convencional.
- En chino clásico, la frase "正名 (zhēngmíng)" podría interpretarse como "nombres rectificadores" o como "nombres correctos / incorrectos".
- "Las Disposiciones Humanas son Detestables" (xìng è 性恶) Rechaza la afirmación de Mencio de que las personas tienen una inclinación natural hacia la bondad. Confucio, que simplemente dijo que las personas son similares por naturaleza, no tenía claro el asunto. Xun Zi sostiene que el hombre está naturalmente inclinado hacia el egoísmo, y que si esta inclinación no se frena, las sociedades humanas se convierten en un caos anarquista. Sostiene que las personas solo se vuelven buenas a través de esfuerzos conscientes y construcciones sociales, enfatizando la diferencia entre la dotación natural y el potencial cultivado.

En el siglo I d. C., Liu Xiang redactó la obra existente de Xun Zi de cientos de fascículos sueltos en 32 paquetes de tiras de bambú. El primer comentario sobre el Xunzi no aparece hasta 818 dC, cuando un funcionario llamado Yang Liang afirmó haber corregido los errores en las tiras de bambú existentes y las transcribió en rollos de seda. El comentario de Yang todavía aparece en algunas ediciones modernas del texto. El texto ha sido impreso continuamente desde la invención de la imprenta en China en el siglo XI d. C..

## Capítulos delXunzi
- 1 Exhortación al aprendizaje 勸 學
- 2 Cultivandose a sí mismo 修身
- 3 Nada impropio 不苟
- 4 Sobre el honor y la desgracia 榮辱
- 5 Contra la fisonomía 非 相
- 6 Contra los Doce Maestros 非 十二子
- 7 Sobre Confucio 仲尼
- 8 Sobre los logros del Ru 儒 效
- 9 La regla de un verdadero rey 王制
- 10 Enriqueciendo al Estado 富國
- 11 El verdadero rey y el Hegemón 王 霸
- 12 El camino para ser un Señor 君 道
- 13 El camino para ser un ministro 臣 道
- 14 Sobre la atracción de hombres de valor 致 士
- 15 Un debate sobre asuntos militares 議 兵
- 16 El Estado fuerte 強國
- 17 Discurso sobre el cielo 天 論
- 18 Juicios correctos 正 論
- 19 Discusión sobre el ritual 禮 論
- 20 Discusión sobre la música 樂 論
- 21 Disipando la obsesión 解蔽
- 22 Nombres correctos 正名
- 23 La naturaleza humana es mala 性惡
- 24 El caballero 君子
- 25 Canciones de trabajo 成 相
- 26 Fu 賦
- 27 La gran comprensión 大略
- 28 El recipiente correcto 宥 坐
- 29 El camino para ser un hijo 子 道
- 30 El modelo adecuado y la conducta adecuada 法 行
- 31 El Duque Ai 哀公
- 32 Yao preguntó 堯 問

Los ensayos del Xunzi no están en orden cronológico.

## Discusión sobre la música
Mozi, otro filósofo de la era de los Reinos Combatientes (preunificación de China), desalentó el uso de la música y otras formas de cultura como desperdicio de los recursos necesarios para mantener el Estado saludable y próspero. El capítulo sobre música del Xunzi cuestiona esta postura, específicamente nombrando a Mozi. ¿Por qué, plantea Xun Zi, se debe renunciar a la música si es creada por los reyes sabios para crear orden en la expresión, o si pone a la gente en unidad y armonía y los soldados en orden (por ejemplo, a través de bailes de guerra)? ¿O qué pasa si tiene la capacidad de reformar a las personas? Siguiendo una línea de pensamiento confuciano, Xunzi argumenta que la música, tal como la definieron y ordenaron los antiguos reyes sabios, actúa como un ritual, ya que modera y frena a la persona que escucha y a la persona que la realiza. También inspira positivamente a las personas y, por lo tanto, es un medio eficaz de gobernar. Sin embargo, y nuevamente de acuerdo con Confucio, Xun Zi admite que hay tipos de música que pueden llevarlo a un comportamiento licencioso, pero afirma que el caballero sabe que debe desconfiar de su entorno y de los sonidos que escucha. Dice textualmente:
   "La música encarna una armonía inmutable, mientras que los ritos representan una razón inalterable. La música une lo que es lo mismo; los ritos distinguen aquello que es diferente; y a través de la combinación de ritos y música, el corazón humano se rige ... Debido a que criticaba la música, uno esperaría que Mozi se hubiera encontrado con algún castigo. Y sin embargo, durante su vida, los reyes iluminados habían muerto todos y no había nadie para corregir sus errores, de modo que los hombres estúpidos continúan estudiando sus doctrinas y poniéndose en peligro a sí mismos."

## Disipando la obsesión
El capítulo del Xunzi sobre la disipación de la obsesión puede entenderse mediante el uso de una oda que usa del Libro de las Odas:
   "Arranco y arranco las plumas, pero no se llena mi canasta inclinada. Suspiro por mi ser querido; Yo estaría en las filas de Zhou".
Debido a que la mente de la desplumadora en esta oda se divide entre su tarea y el amor que siente por un hombre en las filas de Zhou, no puede completar la simple tarea de llenar su canasta. Xun Zi advierte contra caer en la obsesión en este capítulo. Cuando uno está sujeto a la obsesión, significa que se está enfocando tan intensamente en cierta cosa (Xun Zi afirma que Mozi se centró demasiado en la utilidad, mientras que Zhuangzi se centró demasiado en la Naturaleza, por ejemplo) sus mentes no podrán absorber ninguna nueva información fuera del ámbito de su obsesión. Sus mentes están, por lo tanto, divididas en el sentido de que no pueden analizar nada separando la obsesión de todo lo demás. La obsesión, como argumenta Xun Zi, es tan fuerte que la ineptitud que causa puede llevar a la muerte sin que ellos lo sepan. Ejemplos de personas que cayeron en tales obsesiones incluyen a gobernantes que descuidaron sus deberes a manos de una obsesión (por una concubina en particular, por ejemplo) y así cayeron en discordia con su gente, y usurpadores del trono que también encontraron su fin debido a su obsesión por ganar el poder.
Alternativamente, un sabio usa el Tao (道 Dào) para abstenerse de la obsesión y para mantener su mente abierta. Para aceptar el Tao, uno debe primero entenderlo, luego aprobarlo y luego cumplirlo. El Tao es el camino para alejarse de la obsesión debido a la naturaleza de su interacción con la mente, que está vacía, unificada e inmóvil, según Xun Zi, cuando está de acuerdo con el Tao. Cuando sucede que la mente de uno está vacía, uno puede poseer mucho intelecto sin que dicho intelecto interfiera con el proceso de absorción de nueva información. Cuando sucede que la mente de uno está unificada, uno comprende las diferencias y la variedad de información, pero no permite que "un hecho incida sobre el de otro". Cuando sucede que la mente está quieta, aunque uno puede soñar despierto y imaginar y tener una mente en constante movimiento, uno no permite que estos meandros mentales puedan distorsionar las percepciones. Xun Zi se refiere a la paz mental en lugar de un intento de desaprender lo que uno ha aprendido, como hace Laozi, cuando se refiere a la mente como vacía, unificada e inmóvil. Cuando uno está de acuerdo con el Tao puede tratar el mundo de manera holística, mientras que uno fuera del Tao solo puede ver el mundo como una colección de unidades no relacionadas. Logrado esto, se puede aprender, y se debe hacerlo hasta el punto de la suficiencia (teniendo la comprensión de un sabio o rey, el primero teniendo control sobre la moralidad y el segundo teniendo control sobre la sociedad).
Para Xun Zi, la mente es la regla del cuerpo, el vaciado es lo que lleva a uno más cerca del Tao. Su argumento es similar al de Zhuangzi, quien dice que el vaciamiento de la mente lo llevará a ser activamente espontáneo y en armonía con el Tao. Sin embargo, como se menciona a continuación en la sección "La naturaleza del hombre es malvada", Xunzi defiende el uso de ritos y regulaciones antiguas para perfeccionarse, mientras que Zhuangzi cree que simplemente vaciando la mente, sin absorber tal información con respecto al ritual y la regulación, y caer así en un estado de wu-wei, es suficiente para recorrer el camino del Tao.

## Rectificando los nombres
Empleando una técnica utilizada por los filósofos de antes que él, como Mozi y Confucio, Xun Zi aboga por la rectificación de los nombres. Hay varias razones por las que Xun Zi consideraba que el nombramiento correcto y consistente de las cosas era importante: por lo tanto, un gobernante podía mandar adecuadamente a su pueblo de acuerdo con el Tao, sin ser malentendido. Si los malentendidos se ocurieran demasiado fácilmente, entonces el Tao no se pondría efectivamente en acción. Esta parece ser la razón más importante de Xun Zi: "Cuando los logros del gobernante son duraderos y sus compromisos se completan, este es el nivel de un buen gobierno. Todo esto es el resultado de tener cuidado de ver que los hombres se apeguen a los nombres que han sido acordados ". Además, sin definiciones universalmente aceptadas, lo correcto y lo incorrecto se volverían borrosos (ser específico sobre lo que es "correcto" e "incorrecto"hace que la moralidad sea más objetiva).
Para "[distinguir] entre las cosas que son iguales y las que son diferentes" uno debe usar sus sentidos para comprender una cosa (a través de la vista, el sonido, el olfato, el gusto, el tacto) y luego compararla con la comprensión de otras cosas. A partir de estas observaciones, los nombres se pueden dar en función de la igualdad o diferencia entre las cosas. Las cosas individuales tendrán sus propios nombres en esta construcción (por ejemplo, que es una guitarra acústica), al igual que los grupos de cosas (que son instrumentos musicales). El nombre de las cosas puede volverse más o menos preciso a partir de este punto (he llamado mi guitarra acústica Aurora, o todos los instrumentos musicales son objetos sólidos). Xun Zi también habla de "cosas que comparten la misma forma pero ocupan diferentes lugares y cosas que tienen formas diferentes pero ocupan el mismo lugar." Las primeras, como dos flautas, deben distinguirse como dos flautas separadas, aunque son de la misma forma, porque ocupan espacios diferentes. Sin embargo, como una flauta se usa y se convierte en dañada o rota con el tiempo, parece cambiar a otra cosa. Pero a pesar de que parece convertirse en algo diferente, sigue siendo la misma flauta y debe considerarse como tal.
Esta atención por los detalles tal vez suene satírica, pero tiene un uso práctico. Xun Zi explica exactamente qué significa el nombre "sabio", a qué tipo de persona se puede aplicar. Idealmente, si todas las personas pudieran emplear con precisión la palabra "sabio", encontrar un maestro adecuado (la importancia de esto se describe en la siguiente sección), por ejemplo, sería más fácil. Del mismo modo, la idea de ser conciso y preciso al hablar se convierte en una característica del sabio y, por lo tanto, está en antítesis del discurso descuidado de un tonto, que es incapaz de aprender sin la comprensión de los nombres.
Xun Zi también usa la rectificación de los nombres para refutar a filósofos anteriores como los escritores del Daodejing o Laozi (el supuesto autor del Daodejing). En este capítulo, aunque sin una referencia obvia a una persona o escuela de pensamiento en particular, cuestiona la palabra "deseo". En el Daodejing, Laozi aboga por la renuncia a los deseos sobre la base de que solo conducen a hacer a los hombres egoístas y excesivos hacia la saciedad. Xun Zi, sin embargo, argumenta que "aquellos que mantienen que los deseos deben ser eliminados antes de que haya un gobierno ordenado, no pueden considerar si los deseos pueden ser guiados ..." Aquí el Xunzi afirma que si alguien realmente entendiera los deseos, lo haría no hacer una declaración tan contradictoria (los deseos, en la mente de Xun Zi, no pueden ser guiados). Xun Zi se enfoca en la habilidad de la mente para reformar las acciones: si la mente está entrenada, aunque hay muchos deseos, no se actuará sobre ellos. Por el contrario, si la mente no está entrenada, aunque haya pocos deseos, se actuará sobre ellos. De esta manera, Xun Zi usa la clasificación y la comprensión para afirmar su punto: es la mente la que tiene control sobre los deseos, los deseos no pueden ser simplemente olvidados porque son parte de la naturaleza humana y provienen del Cielo, como continúa explicando. Además, si un hombre está realmente de acuerdo con el Tao, no permitirá que los meros deseos cambien su curso de dirección.
La rectificación de nombres es importante teniendo en cuenta el curso de la filosofía china en esta época. Filósofos como Confucio y Laozi, por ejemplo, utilizaron palabras e ideas similares (Tao, wu-wei [acción sin esfuerzo], sabio) para significar ideas ligeramente diferentes. Uno de los objetivos de la rectificación de nombres era crear un lenguaje coherente que permitiera a cada palabra tener un significado coherente y universal, para evitar la confusión de múltiples formas, etc.

## La naturaleza humana es mala
Xun Zi creía que todas las personas nacen con tendencias naturales hacia el mal: es decir, un gusto por el beneficio y la belleza y una susceptibilidad a los celos y el odio, todo lo cual, si se les permitiera, llevaría al desorden y la criminalidad. Para lograr una unidad con el Tao y una dedicación a la moralidad, el Xunzi abogó por la guía de un maestro adecuado: solo esto le permitiría a uno volverse moralmente recto. Un maestro apropiado habría sido entrenado en las enseñanzas de los antiguos reyes sabios que vieron que la naturaleza humana era inherentemente inmoral y, por lo tanto, incorrecta. Por esto los reyes sabios desarrollaron rituales y regulaciones para formar personas de acuerdo con el Tao. Así, el proceso de seguir las enseñanzas de los reyes sabios (y un maestro que puede enseñarlas) equivale a una renuncia a la naturaleza maligna de uno y un compromiso con la actividad consciente (actividad consciente porque uno debe cambiar deliberada y voluntariamente sus acciones para sobrepasar sus males que de otro modo ocurrirían naturalmente, sin un pensamiento consciente).
Xun Zi se separa aquí de los argumentos de los confucianos anteriores: Confucio afirmó que algunas personas (pero no todas, ni siquiera el mismo Confucio) nacieron con la capacidad de amar el aprendizaje y actuar de acuerdo con el Tao. Mencio creía que todas las personas eran intrínsecamente buenas y que las influencias ambientales negativas eran las que causaban inmoralidad en las personas. Pero Xun Zi se separa el argumento de Mencio en sus escritos. Mencio, a quien Xun Zi se refiere por su nombre, no distingue entre la naturaleza y la práctica consciente. La primera es inherente, como la vista es para el ojo o la audición es para el oído: no se puede enseñar a uno a ver. Sin embargo, el pensamiento consciente es algo que debe ser enseñado y aprendido:
   "Ahora es la naturaleza del hombre que cuando tenga hambre deseará satisfacción, cuando tenga frío, deseará calor, y cuando esté cansado, deseará descansar. Esta es su naturaleza emocional. Y, sin embargo, un hombre, aunque tenga hambre, no se atreverá a ser el primero en comer, si está en presencia de sus mayores, porque sabe que debe ceder la comida a ellos, y aunque esté cansado, no se atreverá a exigir descanso porque sabe que primero debe aliviar a otros de la carga del trabajo. Para un hijo rendirse a su padre o para un hermano menor aliviar a su hermano mayor, son actos contrarios a la naturaleza humana".
Sin embargo, la brecha en el argumento del Xunzi es la siguiente: si la naturaleza humana es naturalmente malvada, ¿cómo llegaron los sabios reyes a inventar la idea de la bondad y la moralidad? Xun Zi reconoce la falla aparente y argumenta que, así como un alfarero crea conscientemente una olla (un objeto y acción que no es parte de su propia naturaleza), un sabio crea conscientemente los rituales y regulaciones que se deben seguir si la meta es la moralidad. Estas creaciones no son parte de la naturaleza de uno, sino que provienen de una desviación de la naturaleza. Xun Zi afirma que "todo hombre que desea hacer el bien lo hace precisamente porque su naturaleza es mala ... Lo que un hombre carece en sí mismo buscará fuera" como lo hicieron los reyes sabios cuando hicieron referencia a sus experimentos personales e ideas para crear un medio hacia la moralidad. Según Xun Zi, si las personas fueran naturalmente buenas, dejar a los pueblos y gobiernos sin leyes y restricciones no causaría daño ni desorden. Xun Zi no cree que este estado de cosas sea posible.
Xunzi creía que todas las personas nacen con la capacidad de ser buenas. Por ejemplo, grandes reyes como Yao y Shun no nacieron de ladrones como Dao Zhi o el tirano Jie: pero, los cuatro poseían la misma naturaleza al nacer.
   "Un hombre de la calle puede convertirse en Yu. ¿Qué significa esto? Lo que hizo que el emperador Yu fuera sabio, fue el hecho de que practicó la benevolencia y la rectitud y acató las reglas y normas apropiadas. Si esto es así, entonces la benevolencia, la rectitud y las normas apropiadas deben basarse en principios que puedan conocerse y practicarse. Cualquier hombre de la calle [puede convertirse en un Yu]."
Xun Zi argumenta que si uno se asocia con caballeros, uno se convertirá en un caballero; si uno se asocia con los inmorales, se volverá inmoral (un sentimiento similar se puede encontrar en las Analectas de Confucio). Xun Zi termina el capítulo con: "'Si no conoces a un hombre, mira a sus amigos, si no conoces a un gobernante, mira a sus asistentes'. ¡El entorno es lo más importante! ¡El entorno es lo más importante! " Esta actitud hacia la educación sobre la naturaleza puede parecer similar a la de Mencio, pero las posturas de los dos en este caso no deben confundirse: mientras que Mencio argumenta que las personas nacen en el bien, pero necesitan un ambiente positivo para prosperar plenamente con el Tao, Xun Zi argumenta que solo el entorno adecuado puede salvar a una persona de la inmoralidad.